# Chuột nhảy miền Tây
Chuột nhảy miền Tây, tên khoa học Zapus princeps, là một loài động vật có vú trong họ Dipodidae, bộ Gặm nhấm. Loài này được Allen mô tả năm 1893.